# Kathrin Groß-Striffler

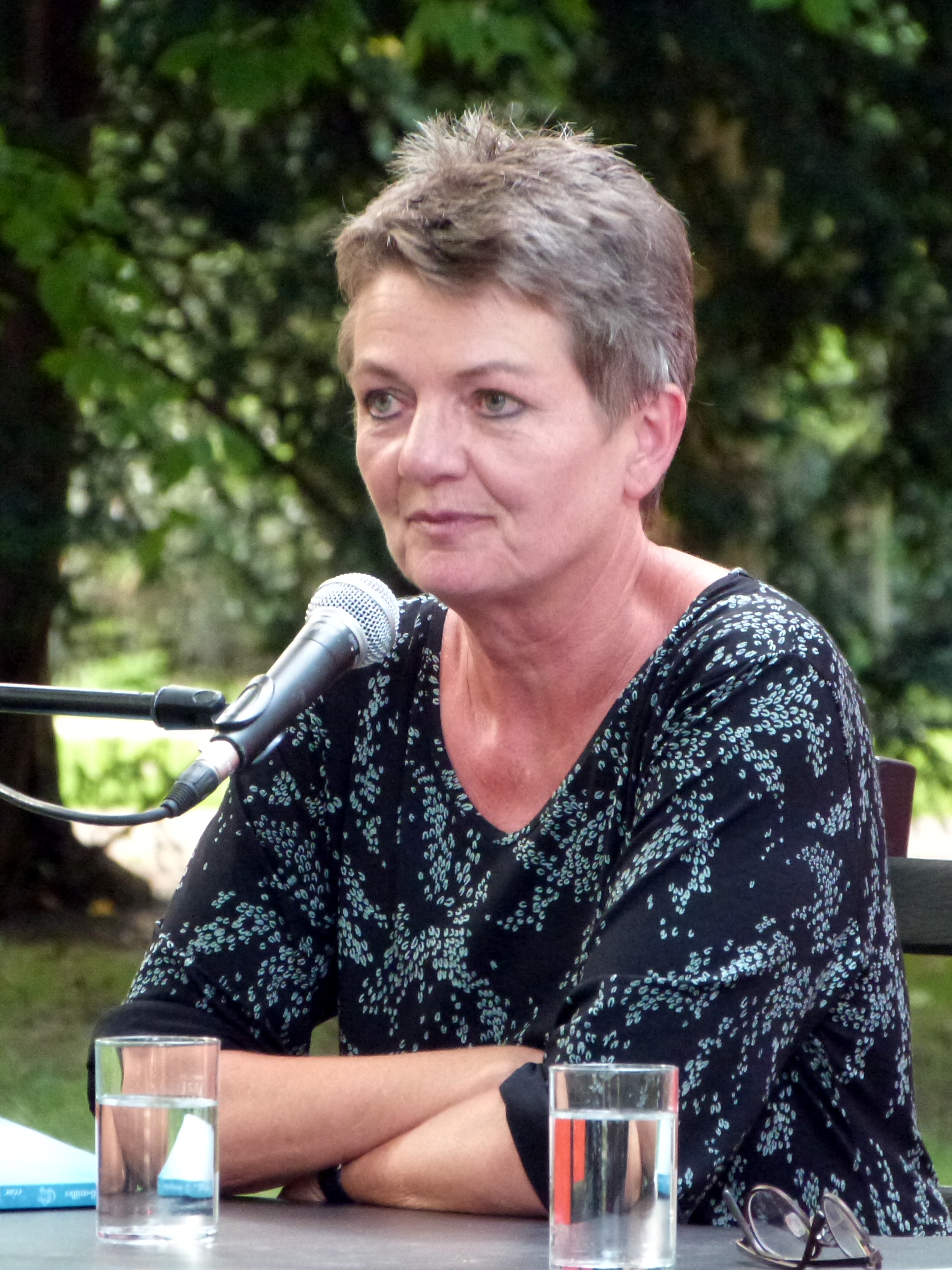
Kathrin Groß-Striffler auf dem Erlanger Poetenfest 2017

Kathrin Groß-Striffler (* 1955 in Würzburg) ist eine deutsche Schriftstellerin, die neben dem Literaturpreis der Universitätsstadt Marburg und des Landkreises Marburg-Biedenkopf auch den Alfred-Döblin-Preis erhielt.

## Leben
Kathrin Groß-Striffler begann nach dem Abitur 1974 ein Studium der Fächer Anglistik und Romanistik an der Julius-Maximilians-Universität Würzburg, der Universität Nantes und der University of Virginia. Im Anschluss hielt sie sich drei Jahre im Ausland auf, wobei sie anderthalb Jahre als Managerin einer Pferdefarm in den USA tätig war. Nach ihrer Rückkehr nach Deutschland legte sie das Erste und Zweite Staatsexamen ab und war nach dem Referendariat ein Jahr als Lehrerin an einem Gymnasium in Bayern tätig. Seit 1998 veröffentlichte sie erste literarische Arbeiten in Anthologien und Literaturzeitschriften wie in Wandler – Zeitschrift für Literatur. 2017 wurde Groß-Striffler Mitglied im PEN-Zentrum Deutschland.
Sie wurde im Jahr 2000 für ihren Erzählband Unterholz mit dem Literaturpreis der Universitätsstadt Marburg und des Landkreises Marburg-Biedenkopf ausgezeichnet. Für ihren 2003 erschienenen Roman Die Hütte wurde sie darüber hinaus 2003 mit dem Alfred-Döblin-Preis geehrt. 2006 erhielt sie ein Autorenstipendium der Kulturstiftung Thüringen und 2021 das Walter-Dexel-Stipendium.

## Weitere Veröffentlichungen
Zu ihren weiteren Veröffentlichungen gehören:
- Das Gut : Roman, Leipzig 2003, ISBN 3-379-00804-4
- Die Hütte : Roman, Berlin 2003, ISBN 3-351-02989-6
- Herr M. und der Glaube ans Glück : Erzählungen, Leipzig 2004, ISBN 3-379-00817-6
- Gestern noch : Roman, Berlin 2007, ISBN 978-3-351-03206-7
- Domino : Erzählungen, Weimar 2007, ISBN 978-3-86160-322-1
- Zum Meer, Berlin 2014, ISBN 978-3-351-03291-3
- Eine Tasse Tee: Erzählungen, Halle (Saale) 2017, ISBN 978-3-95462-907-7
- Der arme Poet: Roman, Halle (Saale) 2018, ISBN 978-3-95462-995-4
- cleopatra & fleischsalat: Erzählungen, Halle (Saale) 2021, ISBN 978-3-96311-380-2